# Parque nacional del Distrito de los Picos
El Distrito de los Picos es una área de tierras altas en Inglaterra central y del Norte, que se encuentra principalmente en el Norte de Derbyshire, pero que también cubre partes de Cheshire, Gran Mánchester, Staffordshire, y South Yorkshire y West Yorkshire.
La mayoría del área se encuentra dentro del Parque Nacional del Distrito de los Picos, cuya designación en 1951 le hizo ser el primer parque nacional en las islas británicas. Una área de gran diversidad, se divide convencionalmente en el Dark Peak del Norte, donde se encuentra la mayoría de los páramos y cuya geología es afilada, y el White Peak del Sur, donde vive la mayoría de la población y donde la geología es principalmente de piedra caliza. La proximidad a las importantes conurbaciones de Midlands, Yorkshire y Lancashire, junto con el fácil acceso por carretera y ferrocarril, lo hace uno de los parques nacionales más visitados en el Reino Unido.
- Datos: Q24641019